# DN17D
DN17D este drumul național secundar din România, care leagă localitățiile Beclean, Năsăud, Sângeorz-Băi și Fluturica (Cârlibaba). Trece printre Munții Rodnei și Munții Suhard prin Pasul Rotunda.